# Liste des évêques et archevêques de Santa Severina
La liste des évêques et archevêques de Santa Severina recense les noms des évêques et des archevêques  qui sont succédé à la tête du diocèse puis de  l'archidiocèse de Santa Severina en Calabre et enfin de l'archidiocèse de Crotone-Santa Severina à partir de 1986, date à laquelle le siège de Santa Severina est uni avec le diocèse de Crotone.  

## Archevêques de Santa Severina
- Stefano † (cité en  1096)
- Costantino † (cité en  1099)
- Severo † (cité en  1118)
- Giovanni Ier † (cité en  1119)
- Gregorio † (cité en   1122)
- Romano † (cité en  1132)
- Andrea † (deuxième moitie du XIIe siècle)
- Mileto † (cité en  1183)
- Dioniso † (vers 1210 - ?)
- Bartolomeo † (vers  1230)
- Nicola da San Germano † (1254 -  1258)
- Angelo I † (circa 1260 - 1268)
- Ugo † (1268 - ?)
- Ruggero di Narenta † (1273 -  1295)
- Lucifero † (1296 - ?)
- Paolo ? † (cité en  1309)
- Giovanni II † (1320 - ? )
- Pietro † (1340 - 1348)
- Guglielmo † (1348 - ? )
- Amico † (1377 - ? )
  - Giovanni da Eboli, O.F.M. † (1388 - ? ) (illégitime)
- Gregorio †
- Matteo † (? - 1399)
- Gerardo † (1399 - 1400)
- Giacomo † (1400 - 1410)
- Angelo II † (1412 - 1429)
- Antonio de Podio † (1429 - 1453)
- Simone Biondo, O.P. † (1453 - ?)
- Pietro Orseoli † (1483 - 1483)
- Enrico de lo Moyo, O.Cist. † (1483 - 1488)
- Alessandro della Marra † (1488 - 1509)
- Giovanni Matteo Sartori † (1509 - 1531)
  - Giovanni Salviati † (1531 - 1535) (administrateur apostolique)
- Giulio Sartori † (1535 - 1554)
- Giovanni Battista Orsini † (1554 -  1566)
- Giulio Antonio Santori † (1566 -  1573)
- Francesco Antonio Santori † (1573 -  1586)
- Alfonso Pisano † (1586 -  1623)
- Fausto Caffarelli † (1624 -  1651)
- Giovanni Antonio Paravicini † (1654 - 1659)
- Francesco Falabella † (1660 - 1670)
- Giuseppe Palermo † (1670 - 1673)
- Muzio Soriano † (1674 - 1678)
- Carlo Berlingeri † (1678 -  1719)
- Nicola Pisanelli, C.R. † (1719 - 1731)
- Luigi d'Alessandro † (1731 - 1743)
- Nicolò Carmine Falcone † (1743 -  1759)
- Giovanni Battista Pignatelli † (1759 -  1763)
- Antonio Ganini † (1763 -  1795)
- Pietro Fedele Grisolia † (1797 - 1809)
- Salvatore Maria Pignattaro, O.P. † (1818 - 1823)
- Lodovico de Gallo, O.F.M.Cap. † (1824 - 1848)
- Annibale-Raffaele Montalcini, C.SS.R. † (1848 -  1861)
- Alessandro de Risio, C.SS.R. † (1872 -  1896)
- Nicola Piccirilli † (1896 - 1904)
- Carmelo Pujia † (1905 - 1927)
- Antonio Galati † (1927 - 1946)
- Giovanni Francesco Dadone † (1952 - 1963)
- Michele Federici † (1963 -  1973)
- Giuseppe Agostino (it) † (1973 -  1986)

## Archevêques de  Crotone-Santa Severina
- Giuseppe Agostino (it) † (1986 -  1998)
- Andrea Mugione † (1998 -  2006)
- Domenico Graziani (it) (2006 - 2019)
- Angelo Raffaele Panzetta (2019 - 2024)
- Alberto Torriani (it) (2024 - ...)